# Les Neuf Vies du magicien
Les Neuf Vies du magicien (titre original : The Lives of Christopher Chant) est un roman de la saga Chrestomanci créée par Diana Wynne Jones. La saga a commencé à paraître en 1977 avec Charmed Life, ouvrage traduit en français sous le titre de Ma sœur est une sorcière. 
Ce tome-ci, qui a paru en 1988 en version originale, est une préquelle sur l'enfance de Christopher Chant, l'enchanteur aux neuf vies. Une deuxième préquelle, Le Destin de Conrad (Conrad' Fate), est parue en 2005 en anglais et en français.

## Résumé
Christopher est un jeune garçon solitaire, vivant avec sa mère et des serviteurs dans une vaste maison. Il ne connaît guère son père dont il reconnaît à peine le visage ; ses parents se disputent à chaque rencontre, à propos d'argent et de sorties mondaines...
Une nouvelle gouvernante le surprend à jouer avec un objet étrange venant d'un autre monde. Elle prévient  Ralph, l'oncle maternel de Christopher, à qui par ailleurs sa sœur remet le soin de sa fortune, après l'échec financier de son époux.
L'oncle Ralph s'attire facilement l'affection du garçon esseulé et il feint d'organiser pour lui des expériences: dans différents mondes, Christopher doit rencontrer un certain Tacroy qui l'aidera à ramener des objets demandés par son oncle et sur lesquels l'enfant ne s'interroge pas.
Christopher voyage dans ces mondes en laissant son corps dans son lit mais en ayant une réelle consistance corporelle qui lui permet de tenir des objets, contrairement à Tacroy. Ce dernier, en effet, voyage par un système de transe et se présente comme une forme légère, incapable de porter un objet. Christopher découvre qu'il peut aider Tacroy à solidifier davantage sa forme. Il se lie d'amitié avec Tacroy, un homme secret, un peu amer mais plein d'humour, et qui conseille plusieurs fois à Christopher de s'interroger sur son oncle ou de renoncer à ces expéditions.
Le jeune garçon explore différents mondes, pendant qu'il vit chez sa mère puis dans un pensionnat où il découvre la camaraderie et le cricket, puis avec son père  et enfin lorsqu'il habite chez le Chrestomanci Gabriel de Witt.
En effet, lors d'un match de cricket, Christopher reçoit un terrible coup de batte sur la tête et est déclaré mort par un grand nombre de personnes dont infirmières et médecins. Son père pense alors que son fils a plusieurs vies et fait venir le Chrestomanci. Mais ce dernier ne voit aucune capacité magique chez Christopher. Le père s'entête et le fait tester par le docteur Pawson. Celui-ci découvre que l'argent (le métal) inhibe ses dons et il lui enseigne quelque temps la magie, notamment pour reconstruire sa maison que Christopher a démolie par mégarde. Être enchanteur signifie apprendre à maîtriser sa puissance.
Le jeune garçon continue à l'insu de tous ses dangereuses expéditions et il est souvent grièvement blessé, croit-il: en fait, il perd plusieurs fois la vie dans des aventures extraordinaires et en toute inconscience. Il finit par comprendre que chaque vie apparemment perdue dans les autres mondes est vraiment détruite quand il revient dans son monde, et ce par un accident analogue.
Gabriel de Witt s'inquiète de voir Christopher perdre ses vies car les enchanteurs à neuf vies sont rarissimes et ils se succèdent comme Chrestomanci pour surveiller l'usage de la magie, en tant que fonctionnaire ministériel de haut niveau. Lui et son équipe surveillent tout particulièrement divers contrebandiers de produits magiques interdits et très dangereux. Ils négligent Christopher, le seul enfant du château, qui s'ennuie et va d'autant plus visiter les mondes et faire, en toute inconscience, le travail de contrebande de son oncle.
Au cours de ses aventures, il doit s'emparer d'un chat sacré de la Déesse Ashet et il rencontre ainsi la forme prétendument incarnée de la déesse dans une fillette, très intelligente et de fort caractère. Elle l'aide à voler le chat Throgmorten en échange de promesses de livres. Christopher les lui apporte et noue avec la « vivante Ashet » un lien dont il ne comprend pas la  nature amoureuse. La fillette découvre dans les livres qu'il lui amène la littérature de pensionnat anglaise (passages humoristiques) et elle rêve de quitter son monde pour aller en pensionnat... Apprenant que les vivantes Ashets successives sont tuées quand la suivante est intronisée, elle décide de s'enfuir et de rejoindre le monde de Christopher. Les deux enfants se retrouvent. La fillette désormais se fait appeler Millie comme l'héroïne de pensionnat.
Un contrebandier arrêté par le Chrestomanci est amené au château: il s'agit de Tacroy (selon son nom spirituel), c'est-à-dire de l'agent double Mordecaï Roberts, qui travaillait autrefois pour le Chrestomanci et s'est mis au service de la bande des Wraiths, pour l'argent, prétend-il. Christopher découvre que Tacroy se dispute souvent avec une jeune femme du château et que tous deux sont amoureux, il comprend que ses parents s'aimaient donc toujours quand ils se chamaillaient. Tacroy fait des aveux mais en taisant totalement la part prise par Christopher dans la contrebande. Christopher et Millie libèrent Tacroy pour qu'il s'évade.
Comme  Millie s'est échappée et a volé une chatte sacrée bénie par Ashet (puisqu'elle a sept griffes), l'armée d'Ashet attaque le château pour la récupérer et la tuer. La prêtresse qui s'occupait d'elle dans son monde, mère Proudfoot, vient discuter avec de Witt pour sauver Millie, lui payer un pensionnat chic en Suisse et prendre une vie en échange de celle de la fillette.
Gabriel de Witt et les magiciens mènent une expédition malheureuse contre les contrebandiers, puisqu'ils perdent leurs pouvoirs à cause d'une arme magique ramenée à son insu par Christopher. De plus les vies de Gabriel se dispersent entre plusieurs mondes. Les membres du château sont désespérés. L'oncle Ralph, qui est le chef des contrebandiers, attaque. Christopher se révèle alors un chef né et il organise la défense du château de façon efficace, soutenu par Tacroy, le chat Throgmorten, Millie et tous les habitants du lieu, quels que soient leurs statuts et leurs dons.
Pour récupérer de Witt, il faut aller le chercher dans le monde où ses vies se sont réunies. Or ce monde, le numéro 11 qui a la particularité d'être le seul monde de sa série et non justement un élément d'une série comme les autres mondes, se révèle étrange et cruel. On découvre que les êtres y sont esclaves. Tacroy, issu de ce monde, est contraint d'obéir à son chef. C'est pourquoi il a dû trahir le Chrestomanci, aider les contrebandiers et renoncer à la femme qu'il aime.
Tacroy, Christopher et Millie (qui s'est révélée comme une puissante enchanteresse) sauvent  Gabriel de Witt et le ramènent. Tous reprennent leurs places d'enfants pour les uns, de magiciens régulateurs pour les autres. Christopher s'arrange pour que ses parents se retrouvent et reprennent le fil de leurs amours... Le Chrestomanci invite d'autres enfants pour que Christopher supporte l'ennui du château devenu une sorte de pensionnat pour enchanteurs.
Cette œuvre à l'intrigue complexe (comme le montre le résumé) se lit très agréablement, comme toute la saga, en raison de son humour léger mais aussi, dans ce tome, en raison de l'inventivité dans la description des mondes parallèles et du système de passage entre les mondes.

## Personnages
- Christopher Chant: jeune garçon, héros du livre et de la plupart des tomes de la série dont celui-ci est la préquelle. Enchanteur et futur Chrestomanci.
- Gabriel de Witt: Chrestomanci en titre et futur tuteur de Christopher.
- La vivante Asheth (puis Millie): incarnation de la déesse Asheth sous la forme d'une fillette à qui Christopher prend un chat en échange de livres. Elle quittera son monde pour éviter de mourir. Nous la retrouverons dans les autres livres de la série.
- Oncle Ralph: oncle de Christopher dont on comprend vite qu'il est le chef des Wraith, des contrebandiers.
- Tacroy (en fait Mordecaï Roberts): agent double sous contrainte.
- Mère Proudfoot: prêtresse d'Asheth
- Les deux chats: le vieux mâle Throgmorten (puissant et terrible) et la jeune chatte Proudfoot (Millie lui donne le nom de la prêtresse) qui est puissante par son charme.
- les parents de Christopher
- Florian
- Docteur Pawson
- la mère du Docteur Pawson
- Miss Rosalie, amoureuse de Tacroy
- la Dernière Gouvernante, miss Belle, complice de Ralph
- les magiciens et serviteurs du château